# Gavin Smellie
Gavin Smellie (né le 26 juin 1986 dans la paroisse de St. Andrew, en Jamaïque) est un athlète canadien, spécialiste du sprint. Il vit à Etobicoke en Ontario.
Il détient les records suivants :
- 100 m : 10 s 14, à Weinheim le 27 juillet 2012
- 200 m : 20 s 38 à Windsor le 18 juin 2017
- 400 m : 47 s 95 à Sydney en 2008.

Il a participé sur 200 m aux Mondiaux de Berlin et est sélectionné pour le relais canadien pour ceux de Daegu. Deuxième relayeur lors du Golden Gala 2012, il permet à l'équipe canadienne de réaliser 38 s 63 ce qui la qualifie pour les Jeux olympiques de Londres. Le quatuor canadien formé de Smellie, Jared Connaughton, Oluseyi Smith et Justyn Warner se qualifie pour la finale du 4 × 100m et termine la course troisième. Les quatre hommes célèbrent alors leur médaille de bronze mais quelques minutes plus tard on annonce leur disqualification. En effet les reprises vidéo montrent que Connaughton a touché la ligne intérieure de son couloir alors qu'il s'apprêtait à remettre le témoin à Warner. La médaille de bronze est finalement attribuée à l'équipe de Trinité-et-Tobago.